# 阿纳托利·伊万尼申
阿纳托利·阿列克谢耶维奇·伊万尼申（俄语：Анатолий Алексеевич Иванишин，羅馬化：Anatoli Alekseyevich Ivanishin，1969年1月15日—），苏联/俄罗斯第112位宇航员，世界第525位宇航员，曾三次前往太空执行任务。

## 早年
1969年1月15日出生在伊爾庫茨克。1986年毕业于伊尔库茨克高中。1987年进入切尔尼戈夫高等军事飞行员学校，1991年以优异成绩毕业。
1991年开始在沃罗涅日州鲍里索格列布斯克俄罗斯空军作战部队服役，主要驾驶米格-29戰鬥機。1992年以来在卡累利阿彼得罗扎沃茨克附近的第159团担任高级战斗机飞行员，主要驾驶苏-27战斗机，累计记录飞行时间为507小时。

## 宇航员生涯
2003年5月29日成为加加林宇航员培训中心宇航员候选人。2003年6月16日到2005年6月28日参加了基本太空飞行训练，并以优异成绩通过了所有考验。2005年7月5日获得测试宇航员资格。

### 远征29/30
2011年11月14日，联盟TMA-22载人飞船在哈萨克斯坦拜科努尔发射场发射升空。其中安东·什卡普列罗夫是指令长，伊万尼申和美国宇航员丹尼尔·伯班克是随航工程师。他的呼号是“阿斯特列伊2号”（Астрей-2）。
2012年4月27日11时45分，联盟TMA-22在哈萨克斯坦阿尔卡雷克地区成功着陆。

### 远征48/49
2016年7月7日1时36分，联盟MS-01携带伊万尼申、大西卓哉和嘉芙蓮·魯賓斯在拜科努尔发射场发射升空。。其中伊万尼申在本次任务中担任指令长，呼号是伊爾庫特（Иркут）。
2016年10月30日3时58分，联盟MS-01返回舱在哈萨克斯坦东南部成功着陆。

## 统计
| # | 往返载具   | 发射时间（UTC）       | 任务代号  | 着陆时间（UTC）       | 时长总计     | 舱外活动次数 | 舱外活动时长 |
| - | ---------- | --------------------- | --------- | --------------------- | ------------ | ------------ | ------------ |
| 1 | 联盟TMA-22 | 2011年11月14日4时14分 | 远征29/30 | 2012年4月27日11时45分 | 165日7时31分 | 0            | 0            |
| 2 | 联盟MS-01  | 2016年7月7日1时36分   | 远征48/49 | 2016年10月30日3时58分 | 115日2时22分 | 0            | 0            |
|   |            |                       |           |                       | 280日9时53分 | 0            | 0            |

## 活动
2013年10月8日，他与奥列格·诺维茨基参加了莫斯科索契冬奥会火炬传递仪式。
2014年9月12日，他出席了深圳會展中心2號館生物展，現場參與了太空探索者協會年會社會活動日活動，之后參觀了華為技術有限公司、華大基因、北科生物科技有限公司等多家展商展台，體驗了生物科技的前沿技術。

## 荣誉
- 美国宇航局太空飞行奖章
- 俄罗斯联邦宇航员和俄罗斯联邦英雄荣誉称号（2013年）[10]
- 四级“祖国功勋”勋章（2018年）[11]
- 加加林荣誉市民（2013年3月9日）
- 伊爾庫茨克荣誉市民（2018年5月31日）[12]

## 图集

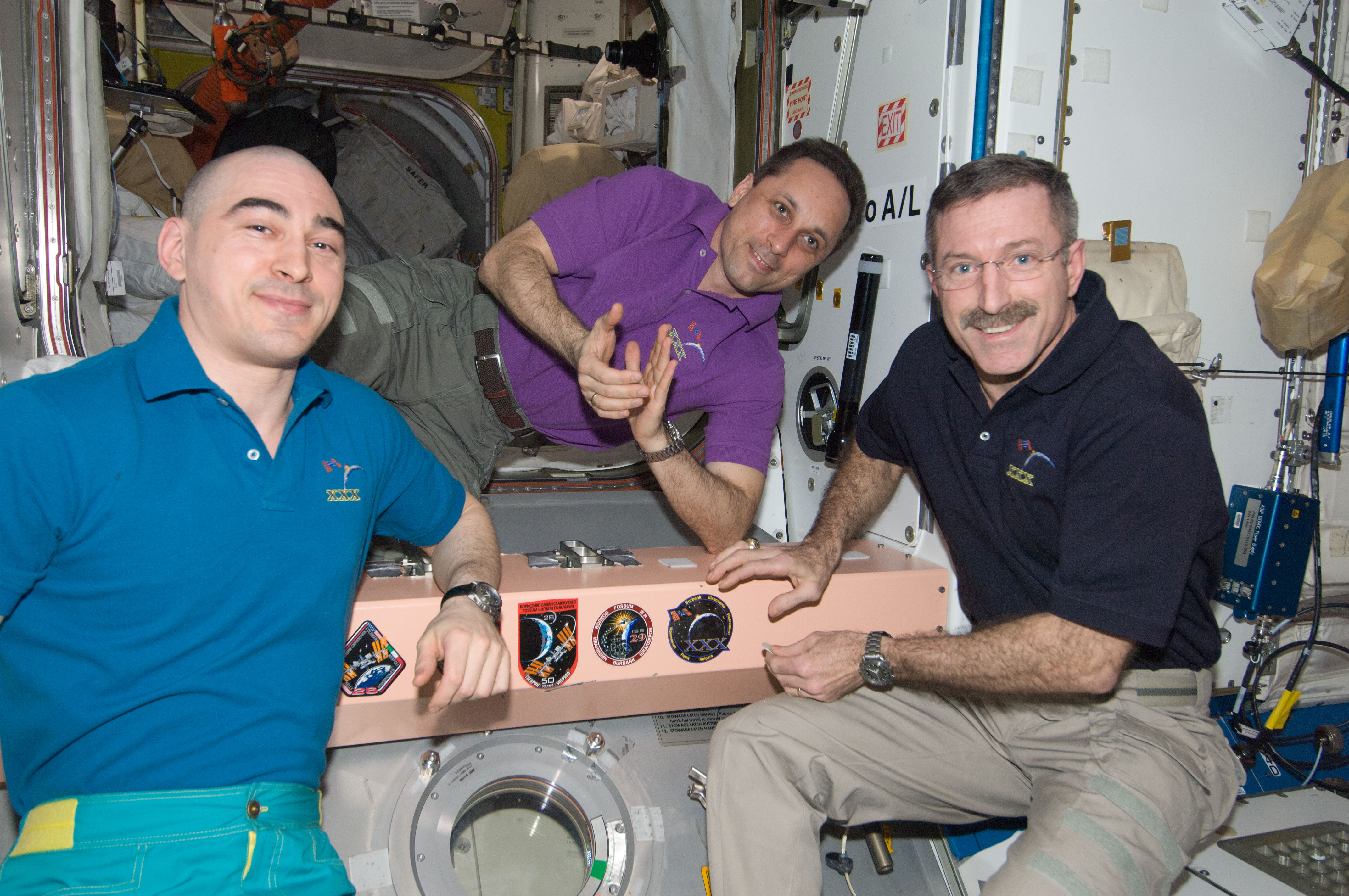
联盟TMA-22队员
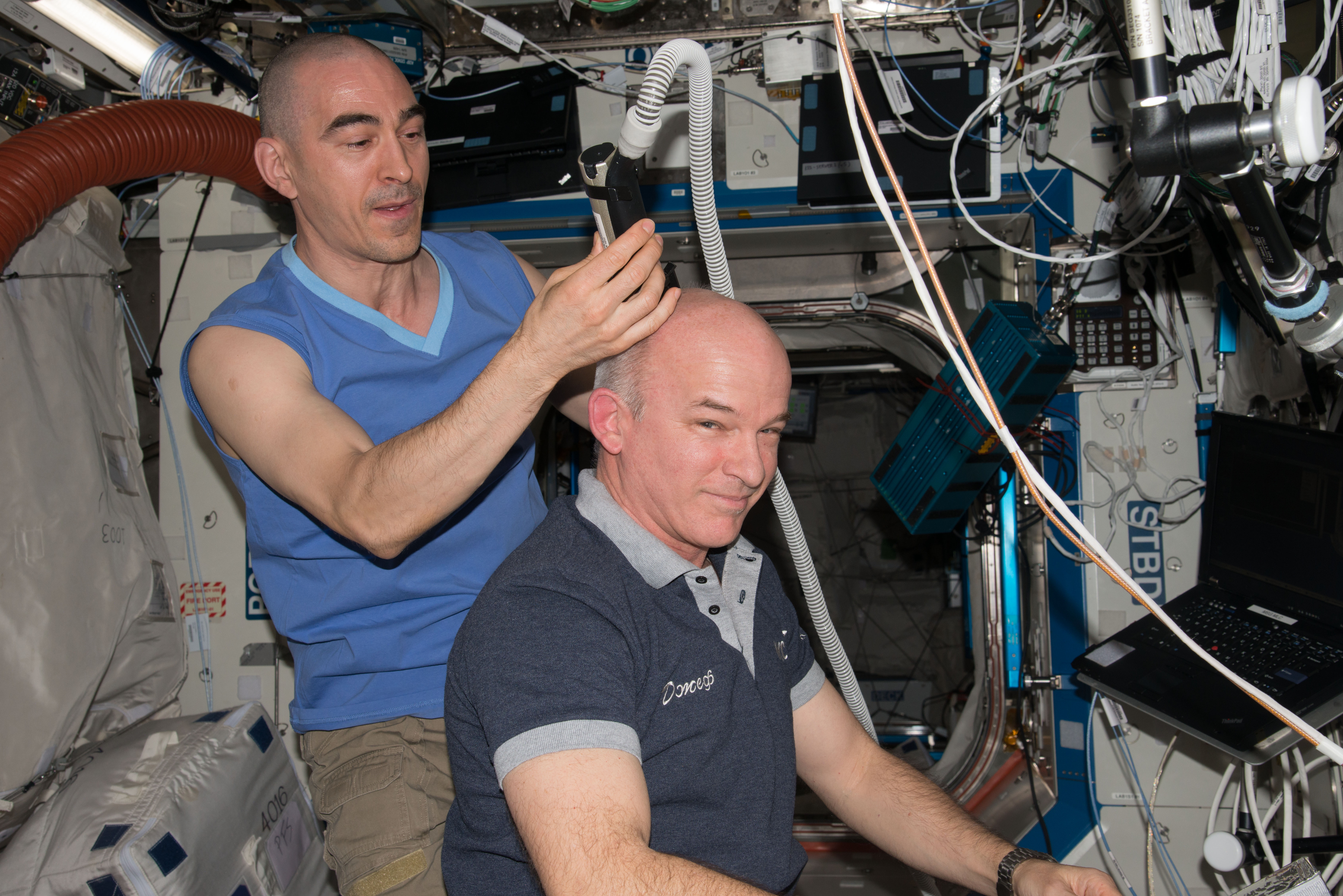
伊万尼申为杰弗里·威廉姆斯修理头发
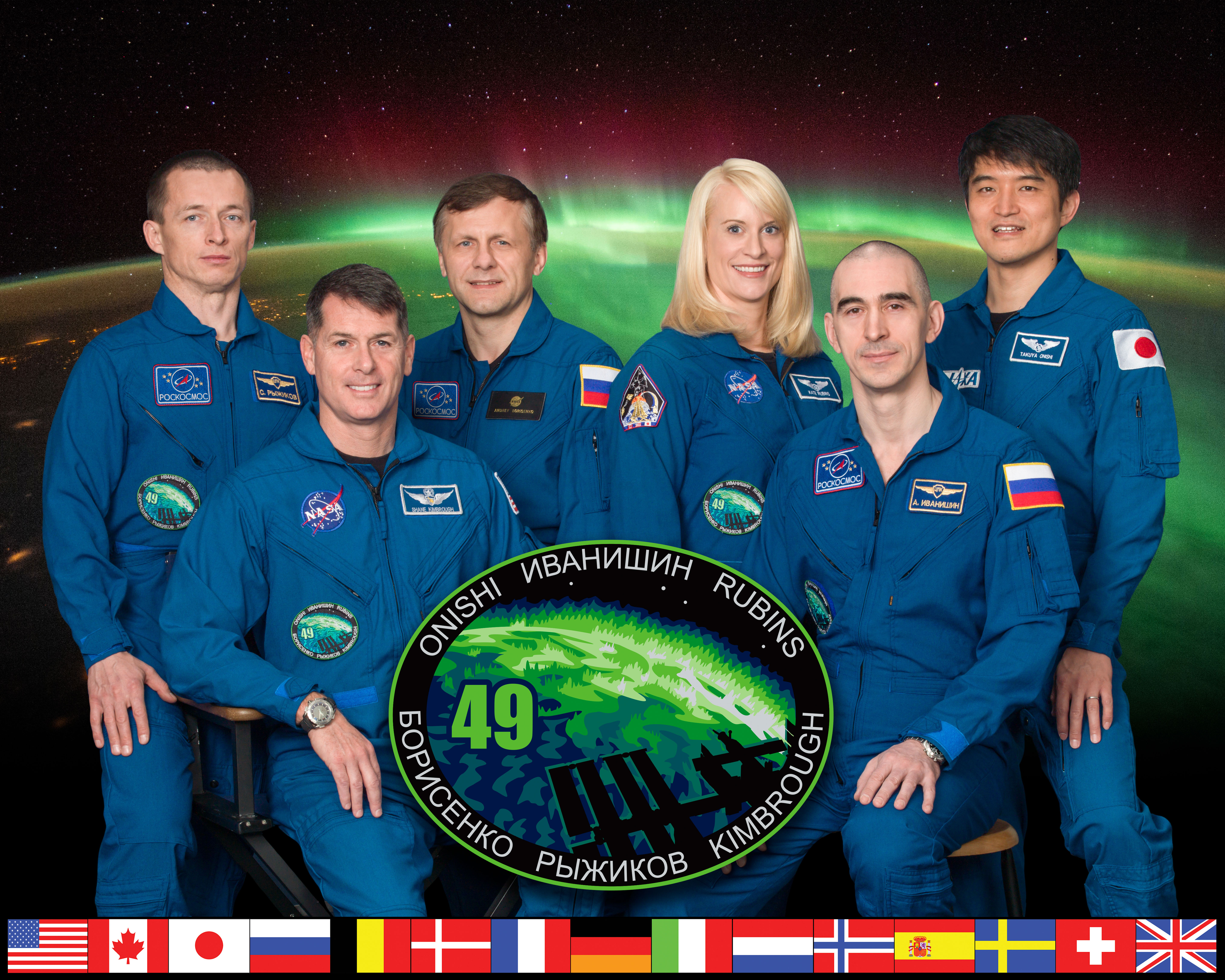
远征49
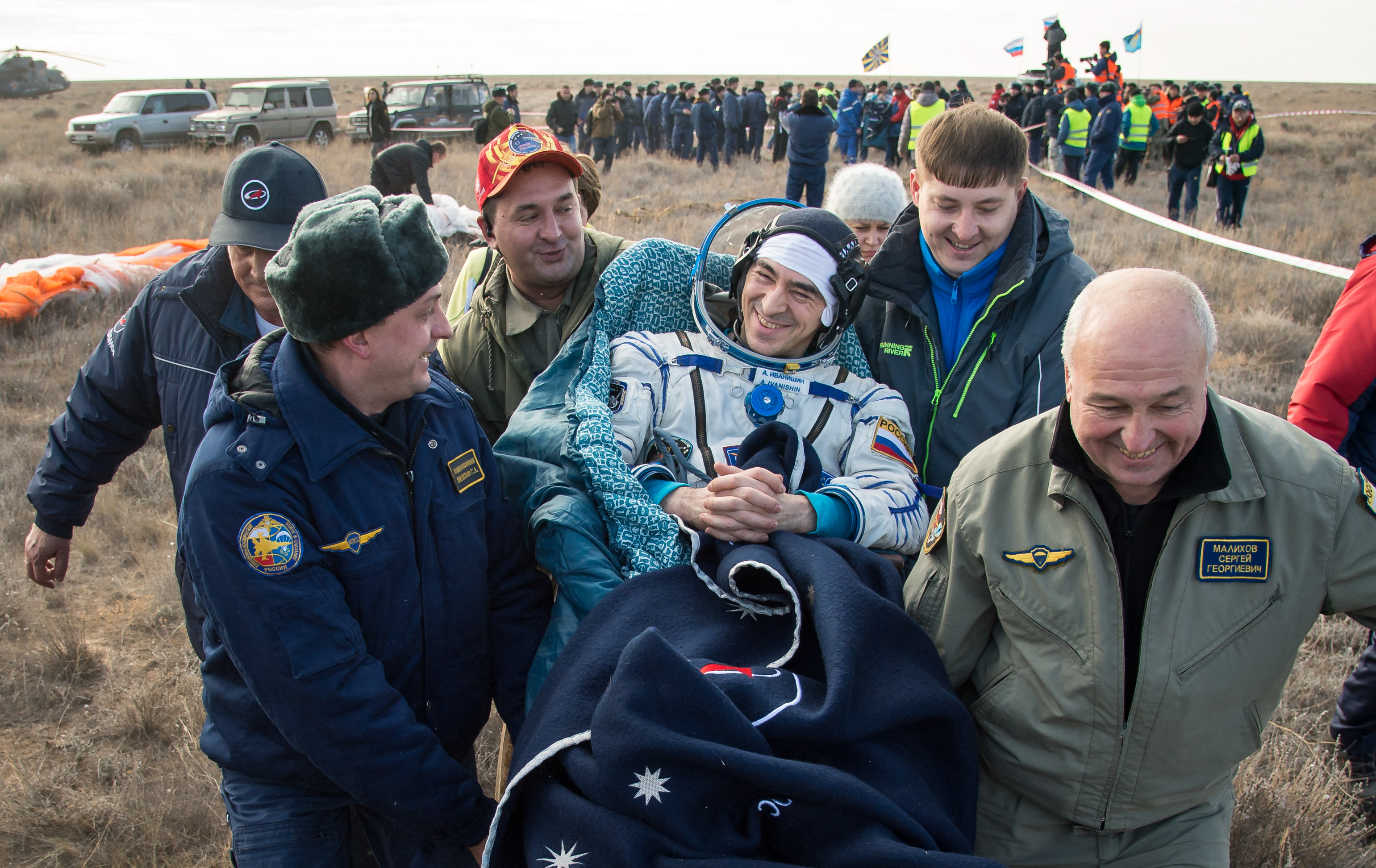
联盟MS-01着陆
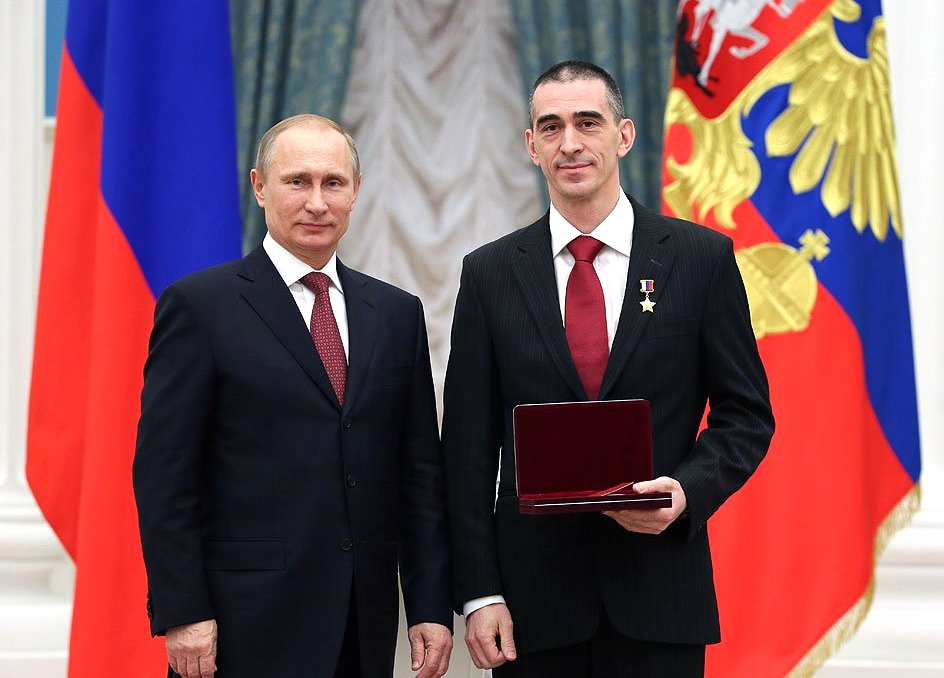
2013年授奖仪式与普京合影